# 麥特魯體育場
麥特魯體育場（Metallurg Stadium）是位於俄羅斯馬格尼托哥爾斯克的室內運動場。競技場的容量為7,500，建於2006年。它是馬格尼托哥爾斯克冰球隊的主場。2006年下半年，它取代了羅馬山冰球場。